# Galipea dasysperma
Galipea dasysperma är en vinruteväxtart som beskrevs av J. Gómez-laurito & Q. Jiménez Madrigal. Galipea dasysperma ingår i släktet Galipea och familjen vinruteväxter. Inga underarter finns listade i Catalogue of Life.